# Хомяков, Владилен Павлович
Владилен Павлович Хомяков (1 сентября 1927, Великие Луки — 8 июня 2015, Москва) — начальник службы безопасности полётов, старший лётчик-испытатель Научно-исследовательского института ВВС СССР, полковник. Герой Советского Союза, Заслуженный лётчик-испытатель СССР.

## Биография
Родился в семье военнослужащего.
Отец: Хомяков Павел Фёдорович.
Мать: Хомякова (Белеченко) Наталья Фёдоровна.
Член КПСС с 1957 года.
В Советской армии с 1945 года. В 1949 году окончил Чкаловское военно-авиационное училище лётчиков.
С 1963 года В. П. Хомяков — на лётно-испытательной работе. Был ведущим лётчиком-испытателем по Як-36М от ГК НИИ ВВС. 18 мая 1975 года с О. Г. Кононенко совершил первую посадку Як-36М на палубу ПКР «Киев».
Указом Президиума Верховного Совета СССР от 14 августа 1975 года присвоено почётное звание «Заслуженный лётчик-испытатель СССР»
Указом Президиума Верховного Совета СССР от 8 января 1980 года за испытание и освоение новой военной техники и проявленное при этом мужество и героизм полковнику Владилену Павловичу Хомякову присвоено звание Героя Советского Союза с вручением ордена Ленина и медали «Золотая Звезда».
За лётную деятельность освоил 68 типов самолётов, вертолётов и их модификаций.
С 1985 года полковник В. П. Хомяков — в запасе. Герой Советского Союза, заслуженный лётчик-испытатель СССР.
Награждён орденом Ленина, двумя орденами Красной Звезды, медалями.
Умер 8 июня 2015 года.
Похоронен на кладбище «Ракитки» (Москва, Новомосковский административный округ).